# U hřbitova
U hřbitova je přírodní památka na severním okraji Rokycan v okrese Rokycany v Plzeňském kraji. Oblast spravuje Krajský úřad Plzeňského kraje. Jižně od ní se nachází rozsáhlejší přírodní památka Rokycanská stráň.

## Předmět ochrany
Důvodem ochrany je klasické naleziště křemenných konkrecí se zkamenělinami šáreckého souvrství českého ordoviku. Konkrece obsahují řadu druhů fosilní fauny - trilobity, ramenonožce, mlže, ostrakody, hyolity, ostnokožce, konulárie, hlavonožce a graptolity. Typické pro tuto lokalitu je červené nebo okrové zbarvení fosílií. Vyhláškou ONV Rokycany z roku 1989 o zřízení chráněného přírodního výtvoru U hřbitova byl veřejnosti zakázán vstup na tuto lokalitu za účelem její ochrany.